# هایلند سیتی (فلوریدا)
هایلند سیتی (به انگلیسی: Highland City) یک منطقهٔ مسکونی در ایالات متحده آمریکا است که در شهرستان پولک، فلوریدا واقع شده‌است. هایلند سیتی ۲٫۱ کیلومتر مربع مساحت و ۲٬۰۵۱ نفر جمعیت دارد و ۳۶ متر بالاتر از سطح دریا قرار دارد.